# Cá hiên chấm

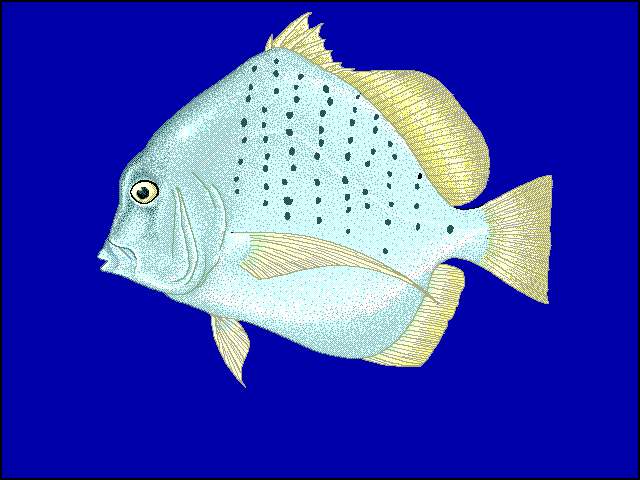
Cá hiên chấm

Cá hiên chấm (danh pháp khoa học: Drepane punctata) là một loài cá thuộc họ Cá hiên. Con đực có chiều dài khoảng 40 cm. Loài này sinh sống ở đáy cát, bùn, cửa biển. Nó phân bố ở vùng biển nhiệt đời từ Ấn Độ tới bắc Australia, New Guinea, Indonesia, Philippines, Đài Loan và Nhật.